# Acanalonia pumila
Acanalonia pumila är en insektsart som först beskrevs av Van Duzee 1908.  Acanalonia pumila ingår i släktet Acanalonia och familjen Acanaloniidae. Inga underarter finns listade i Catalogue of Life.